# Yersinia pseudotuberculosis
Yersinia pseudotuberculosis — грам-негативна бактерія роду єрсинія (Yersinia). Збудник псевдотуберкульозу або інфекції, яку спричинює Yersinia pseudotuberculosis (англ. Yersinia pseudotuberculosis infection). Генетично, збудник, що спричинює чуму, Y. pestis, дуже схожий на Y. pseudotuberculosis (відрізняється від Y. pseudotuberculosis тільки наявністю певних факторів патогенності). Чумна єрсинія, ймовірно, виокремилася від Y. pseudotuberculosis в діапазоні приблизно від 1500 до 20000 років тому. Хоча є припущення, що патогенні види єрсиній розвивалися незалежно один від одного, але з подальшими паралельними шляхами еволюції в надбанні одних і тих же детермінант вірулентності, що призвело до появи цілком самостійних видів. Як відомо, рід Yersinia містить три патогенних для людини виду: Y. pestis, Y. pseudotuberculosis та Y. enterocolitica, збудник кишкового єрсиніозу. Разом з тим, в 2010-х роках у медичній спільноті склалося поняття про «Yersinia pseudotuberculosis комплекс», до якого віднесено:
1. Y. pestis / Y. pseudotuberculosis;
2. Y. similis, яка раніше вважалася непатогенною підгрупою Y. pseudotuberculosis;
3. так звана корейська група, тому що більшість штамів з неї були ізольовані в Кореї.

Ці три популяції показали високий рівень фенотипічної і генетичної однорідності скаладових «Yersinia pseudotuberculosis комплексу», що утворюють нові види Yersinia, тому пропонується позначити Yersinia wautersii sp. nov.. Ізоляція штамів від людей, виявлення в них генів вірулентності (плазміди PYV і pVM82, суперантігена ypmA) і відсутність активності піразінамідази (відмітна ознака патогенності роду Yersinia) свідчать про патогенном потенціал Y. wautersii.

## Біологічні властивості
Yersinia pseudotuberculosis — паличкоподібна бактерія, які не утворює спор, зростає на звичайних і збіднених поживними речовинами середовищах. На середовищі Ендо через добу колонії мають діаметр 0,1 — 0,2 мм, округлі, опуклі, блискучі, з рівними краями, безбарвні (Yersinia pseudotuberculosis не ферментує лактозу), через ще кілька діб розмір колоній досягає 0,5 — 3 мм. Колонії майже візуально не відрізняються від колоній Y. pestis (пігментований центр і фестончатий «мереживний» край), але не мають стадії «битого скла».
Є факультативним (необов'язковим) анаеробом з чіткими психрофільними властивостями (бурхливе зростання відбувається при температурі +2-4 °C), продукує ендотоксин. Оптимальна температура для росту Y. pseudotuberculosis +22-28 °C, тоді вони рухливі за рахунок джгутиків, що утворюють ці мікроорганізми. Проте бактерії можуть розмножуватися й в межах від +2 до +40 °C, але за межами температурного оптимуму нерухливі, адже джгутики не утворюють. Деякі штами продукують слизувату речовину, що оточує бактерії у вигляді капсули. Бактерії можуть мати біполярне забарвлення, утворюють капсулу, але з різним ступенем виразності. У холодильнику (при +4-6 °C) бактерії здатні тривало зберігатися і розмножуватися на харчових продуктах, дуже стійкі до заморожування і відтавання, здатні довго існувати і навіть розмножуватися в ґрунті та воді. Разом з тим, Y. pseudotuberculosis чутливі до впливу сонячних променів, висихання, кип'ятіння, дії звичайних дезінфекувальних засобів.
Yersinia pseudotuberculosis за О-антигеном розділяється на вісім груп (I—VIII) з 20 О-факторними антигенами (1 — 20). За О-і Н-антигенами (а — е) цей вид поділяють на 13 сероварів і підсероваров (Ia, Ib, IIa, IIb, IIc, III, IVa, IVb, Va, Vb, VI, VII, VIII). Більшість штамів, які виділили від людей, тварин та з довкілля, належать до серовару I, хоча від хворих на псевдотуберкульоз частіше за все виділяються штами сероварів I (Ib), III та IV.

## Патологічна дія
Фактор патогенності, ідентифікований у штамів Y. pseudotuberculosis I серотипу, відповідальний за унікальний клінічний синдром, описаний на Далекому Сході як далекосхідна скарлатиноподібна гарячка (Far East scarlet-like fever), по суті генералізована форма псевдотуберкульозу. Це білок вірулентності Y. pseudotuberculosis (TcpYI), який має значну гомологію послідовності з членами родини Toll / IL-1 рецептора (TIR). Бактеріальний TIR домен містить білки (Tcps), що впливають на імунну систему за TIR-TIR взаємодію, підриває захист організму за допомогою численних механізмів. Білок TcpYI збільшує внутрішньоклітинне виживання штамів in vitro і в селезінки мишей на моделі перитоніту, бере участь у гальмуванні фагоцитозу. Підтверджено гіпотезу, що білок TcpYI самостійно сприяє патогенності, грає вирішальну роль як потенційний чинник вірулентності Y. pseudotuberculosis, який особливо пов'язаний з штамами Far East scarlet-like fever I серотипу, що мають змінений ген кластера вірулентності.
Y. pseudotuberculosis притаманні серйозні патогенні властивості: адгезія, колонізація на поверхні кишкового епітелію, ентеротоксигенність, інвазивність, цитотоксичність, вироблення ендотоксину, еритрогенний токсин (так званий суперантигенний токсин), «Yops» (білки зовнішньої мембрани), які кодуються на плазмідах і означені як pYV, та інші фактори вірулентності. Доведено, що вірулентність бактерій роду Yersinia асоціюється з наявністю плазміди pYV молекулярною масою 42-48 MDa. Плазмида pYV кодує комплекс білків, об'єднаних в єдину систему і призначених для нейтралізації імунокомпетентних клітин хазяїна. Вона складається з ефекторних білків (Yops) і системи секреції III типу (T3SS), що дозволяє цим мікроорганізмам вводити синтезовані ними ефекторні білки в цитоплазму клітини-мішені без проникнення в неї. Система T3SS є спільною для всіх патогенних єрсиній і грає істотну роль у виникненні захворювання. Наразі особливий інтерес представляє плазмида Y. pseudotuberculosis з молекулярною масою 82 MDa (pVM82), яка виявляється тільки у штамів Y. pseudotuberculosis I серовара — найчастішого чинника генералізованих форм псевдотуберкульозу. Здатність Y. pseudotuberculosis спричинювати спалахи хвороби у людей пов'язують з одночасною наявністю плазмід pYV і pVM82. Повідомляється про здатність штамів Y. pseudotuberculosis, які несуть плазмиду pVM82, породжувати імуносупресивну дію та індукувати апоптоз. Однак до сих пір залишається недостатньо з'ясований спектр ефектів плазміди pVM82 в проявах вірулентності Y. pseudotuberculosis і особливості інфекційного процесу. Встановлені відмінності реакції клітин вродженого імунітету при інфікуванні різними плазмідними варіантами Y. pseudotuberculosis. Так, більш виражену апоптоз-индукуючу дію спричинює слабовірулентний pVM82 варіант, в порівнянні з високовірулентним pYV48:pVM82 варіантом, який переважно спричинює некроз фагоцитів. Виявлено, що є географічні відмінності патогенної властивості — більш патогенні для людини ті збудники псевдотуберкульозу, що циркулюють в Японії, на Далекому Сході, в Китаї.
Штами, виявлені в Азії, схоже, містять в собі значно частіше еритрогенний токсин, ніж ті, що поширені в Європі. Патогенність Y. pseudotuberculosis визначає в першу чергу інвазивна активність. З цим, зокрема, пов'язані часті випадки генералізації інфекції та труднощі виділення Y. pseudotuberculosis з кишечнику. Неоднорідність антигенної структури Y. pseudotuberculosis визначає їх внутрішньовидові антигенні зв'язки з чумною бактерією, та загальні для ентеробактерій антигенні зв'язки зокрема з сальмонелами, бруцелами, (шигела)ми, холерним вібріоном, протеєм, гафнією. Важливу патогенетичну роль відіграє антигенна подібність Y. pseudotuberculosis до деяких органних антигенів людського організму (щитоподібна залоза, синовіальні оболонки суглобів, еритроцити, печінка, нирки, селезінка, лімфатичні вузли, товста кишка, червоподібний відросток, вилочкова залоза, тощо), що обумовлює утворення автоантитіл і поліорганність уражень.
Детальніші відомості з цієї теми ви можете знайти в статті Yersinia.
У людей збудник здатен спричинити широкий спектр уражень.
Детальніші відомості з цієї теми ви можете знайти в статті Псевдотуберкульоз.
У тварин  Y. pseudotuberculosis  може спричинити некроз і гранульоми в селезінці, печінці і лімфатичних вузлах.